# Casa de Adoración bahaí (Illinois)
El Templo bahaí de Chicago (oficialmente, Casa de Adoración de Wilmette) es un templo y Casa de Adoración bahaí situada en Wilmette, Illinois (Estados Unidos). Es la Casa de Adoración más antigua en la actualidad y la segunda más antigua de la historia, siendo uno de ocho templos continentales de la fe bahaí y sirviendo a toda América del Norte. El edificio y los jardines circundantes constan como patrimonio cultural en el Registro Nacional de Lugares Históricos.

## Historia
El templo fue diseñado por el arquitecto canadiense de origen francés Louis Bourgeois, quien había recibido el encargo de Abdu'l-Bahá en su visita a Haifa, lugar del Centro Mundial del Bahaísmo, en 1920. Ese año comenzaron las obras de construcción, aunque ya en 1912 el propio Abdu'l-Bahá había participado en la ceremonia de colocación de la primera piedra en Wilmette.
Pese a un comienzo prometedor, el proyecto se retrasó significativamente, primero debido a la Gran Depresión y luego por a la Segunda Guerra Mundial. Las obras se volvieron a retomar solo en 1947, siendo finalizadas en 1953, poco después de la inauguración del santuario del Báb en Haifa.
Como otras Casas de Adoración bahaíes, el templo de Chicago no sirve únicamente como lugar de congregación de los practicantes de la fe bahaí sino que está abierto al público general, y pueden hacer uso de sus instalaciones religiosas personas de cualquier creencia o fe.

## Arquitectura y simbolismo
El templo está rodeado de jardines y fuentes repartidas a lo largo y ancho de una parcela de 6,97 hectáreas de superficie. El espacio principal dentro del templo es un auditorio de forma circular de 22 metros de diámetro (netos) y una altura de 42 metros. Tiene aforo para 1191 personas.
Muchos de los elementos del edificio se agrupan de nueve en nueve, incluidas las terrazas del auditorio, las hornacinas del interior, las secciones de la cúpula y las fuentes en la zona ajardinada que rodean el templo. El número nueve simboliza en el bahaísmo la perfección y la compleción, siendo la cifra más alta del sistema de numeración decimal. Nueve es también el valor de la palabra Bahá («gloria» en árabe) según la numerología del sistema de numeración abyad.
El revestimiento del edificio está hecho con una especial mezcla de cemento Portland y dos tipos de cuarzo. Muchos detalles enmarañados están tallados en el hormigón, como también en los pilares exteriores, en cada uno de los cuales se observan símbolos de varias religiones, como la cruz cristiana, la estrella de David, la creciente y estrella, y hasta la esvástica utilizada como símbolo por hindúes y budistas. De este modo se transmite el principio bahaí de «unidad de religión». Cada uno de los pilares tiene grabada en su parte superior la estrella de nueve puntas que simboliza la fe bahaí.
Algunas inscripciones basadas en textos de Baháʼu'lláh, fundador del bahaísmo y padre de Abdu'l-Bahá, aparecen grabadas por encima de las entradas al templo y dentro de las hornacinas. En el centro del interior del casquete de la cúpula aparece un símbolo bahaí denominado «El más grande de los nombres» y una inscripción en árabe que reza: "Oh, Vos, Gloria de las Glorias". Gloria de las Glorias es una expresión común en el bahaísmo, y en cuanto al más grande de los nombres, según la interpretación de Shoghi Effendi, se refiere a Baháʼu'lláh como suprema manifestación de Dios.

## Galería

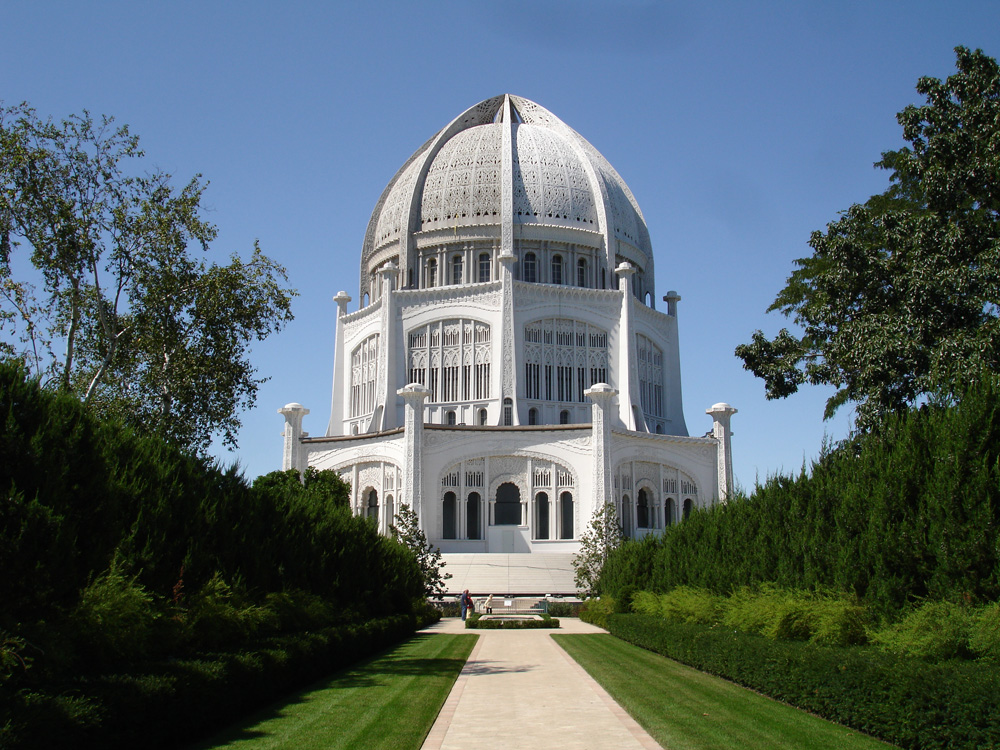
Entrada sur del templo
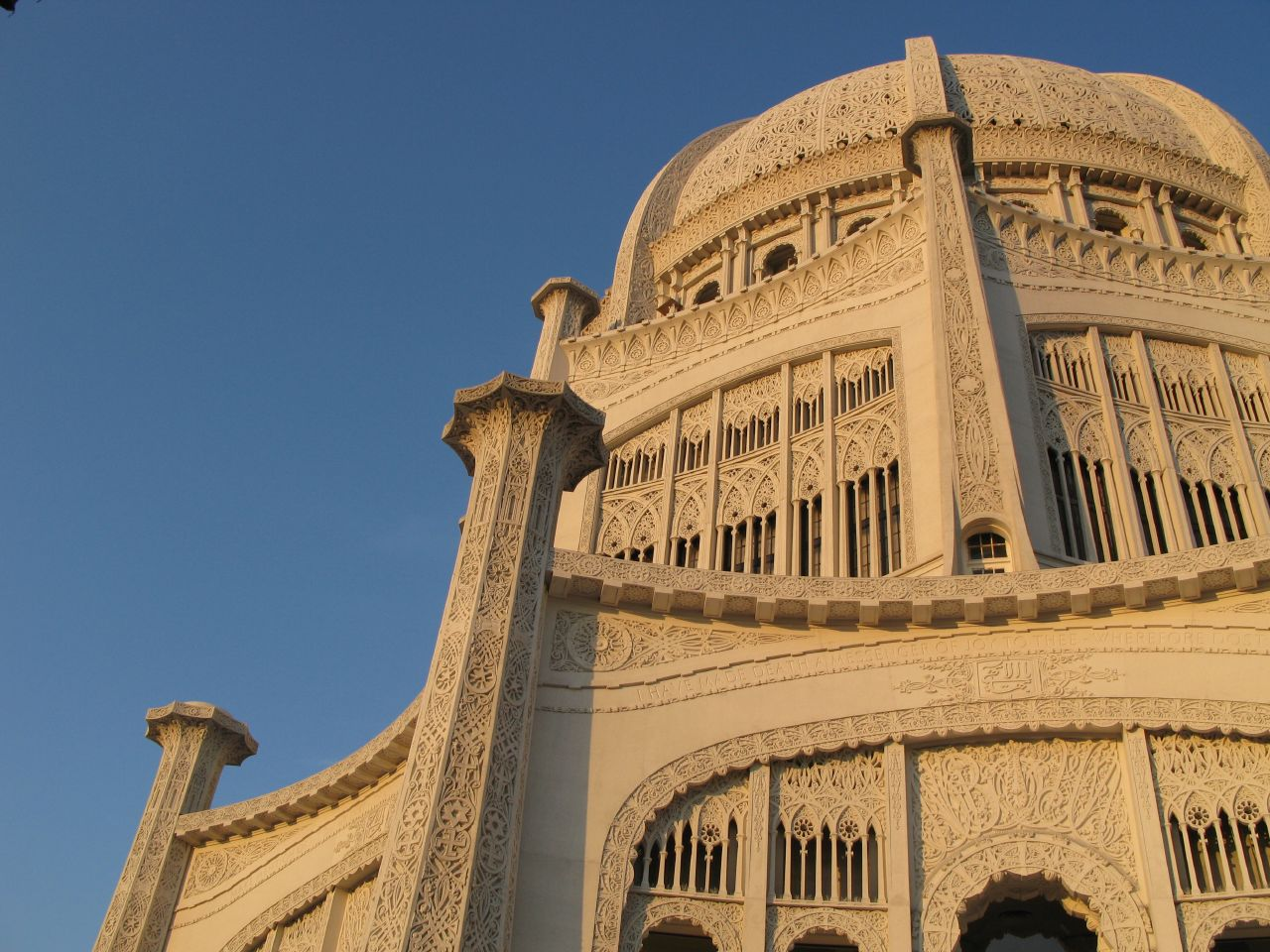
Exterior del templo
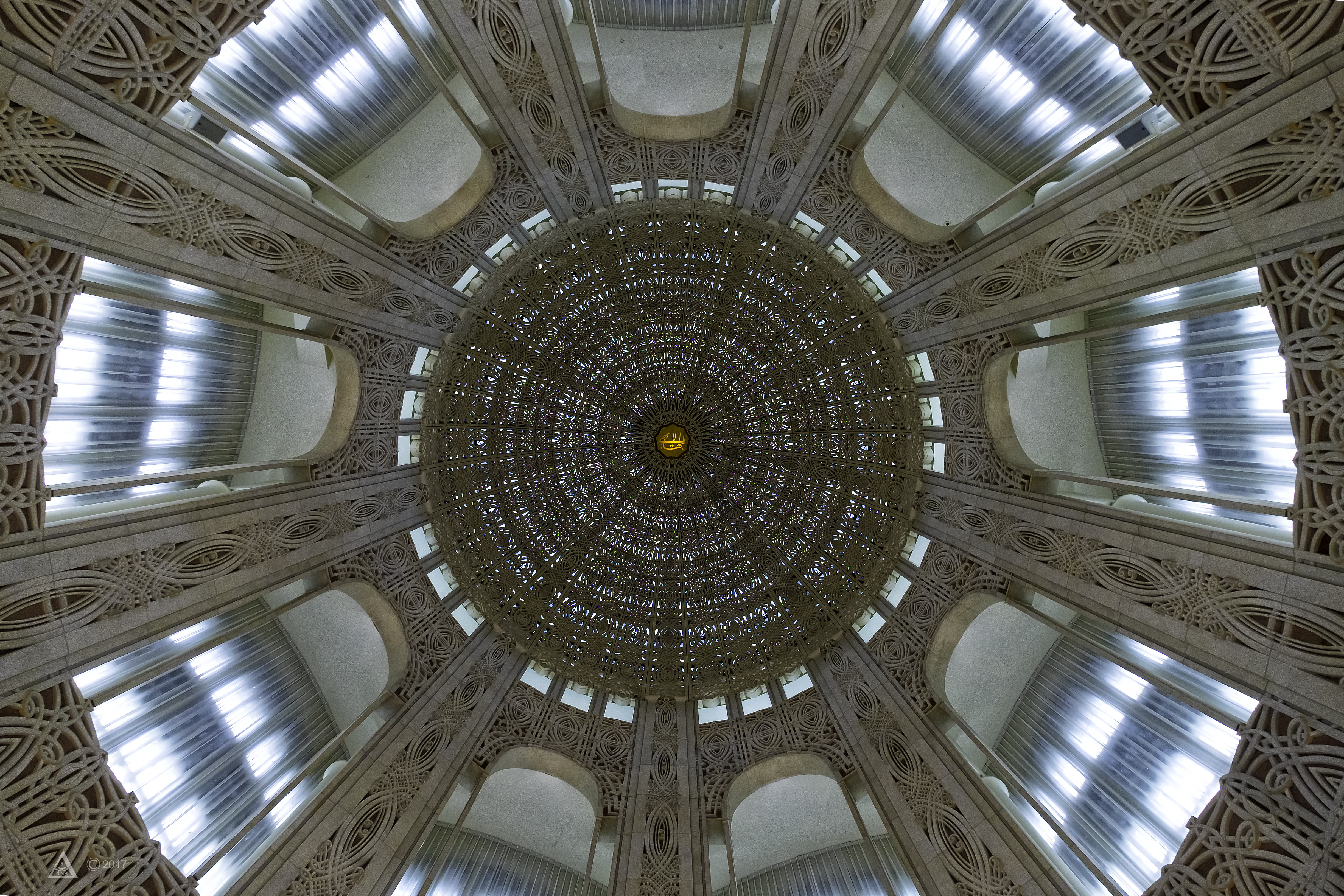
Interior de la cúpula con el símbolo y la inscripción
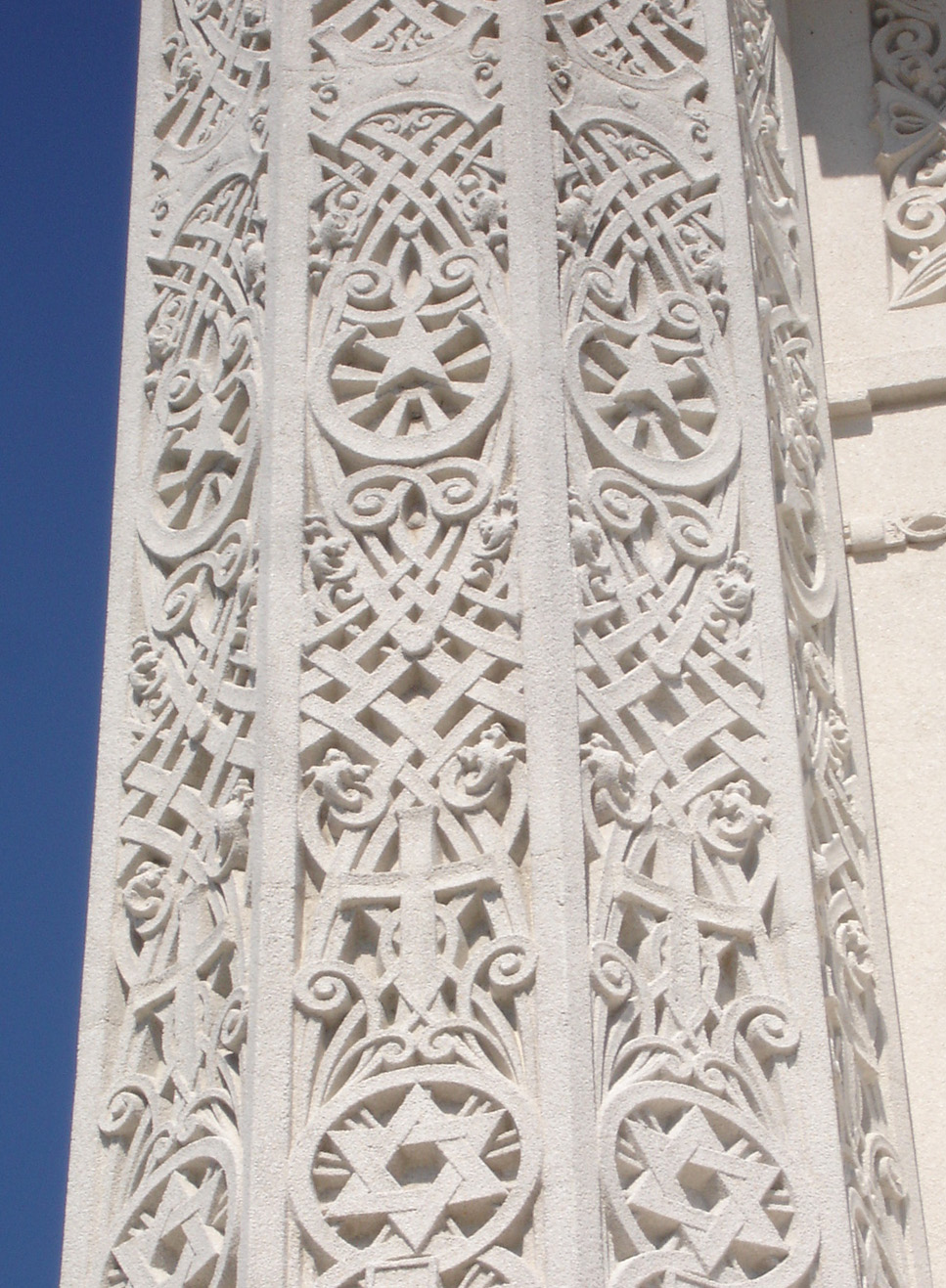
Uno de los nueve pilares